# Jean de Cholières
Jean Dagoneau sieur de Cholières , né vers 1540 et mort en 1623, est un écrivain français.
Dans les ouvrages du XIXe siècle, il lui avait été attribué par erreur le prénom de "Nicolas", à la suite d'une mauvaise lecture de la mention "N. de Cholières", la lettre N. étant employée pour indiquer que le prénom n'était pas connu.

## Biographie
Originaire de Mâcon, Jean Dagoneau devint avocat à Paris vers 1585. Il y fit paraître plusieurs volumes de réflexions sur divers sujets agrémentés de nombreux traits d'esprit, dans le style de Tabourot, ainsi que quelques œuvres poétiques. Inquiété pour ses opinions protestantes, il se convertit au catholicisme et devint prieur à la Chartreuse du Mont-Dieu en 1591. Il se consacra dès lors à la littérature religieuse.

## Œuvres
- Les Neuf Matinées du seigneur de Cholières, Paris, chez Jean Richer, 1585, In-12, 259 p. (BNF 30294806)
- Les Après-Disnées du seigneur de Cholières, Paris, chez Jean Richer, 1587, In-12, 341 p. (BNF 30239670)
- La Guerre des masles contre les femelles... avec les Meslanges poétiques du sieur de Cholières, Paris, chez Jean Richer, 1588, In-12, VIII-144 ff. (BNF 30239672)
- Le Reveil des chrestiens à la vie religieuse, Paris, J. de Foigny, 1597.
- La Forest nuptiale où est représentée une variété bigarrées... de divers mariages selon qu'ils sont observez et pratiquez par plusieurs peuples et nations étrangères..., Paris, chez P. Bertault, 1600, In-12, 144 p. (BNF 39311301)
- Susana Danielica, Paris, C. Chappelet, 1611.

Éditions modernes
Ses œuvres ont été rééditées à plusieurs reprises, surtout dans des éditions bibliophiles. La réédition la plus récente est :
- Œuvres du seigneur de Cholières, Bessac, France, Éditions Plein chant, coll. « Bibliothèque facétieuse, libertine et merveilleuse », 1994, 2 vol. (XLIV-341, 397 p.)   (ISBN 2-85452-108-0)

- T. 1, Les Matinées
- T. 2, Les Après-dînées